# Turbicellepora tubigera
Turbicellepora tubigera är en mossdjursart som först beskrevs av Busk 1859.  Turbicellepora tubigera ingår i släktet Turbicellepora och familjen Celleporidae. Inga underarter finns listade i Catalogue of Life.